# Józef Rubiś
Józef Rubiś, né le 19 mars 1931 à Zakopane et mort le 28 septembre 2010 au même lieu, est un fondeur et biathlète polonais.

## Biographie
En 1955, il remporte son seul titre de champion de Pologne en ski de fond sur le trente kilomètres.
En 1956, il prend part aux Jeux olympiques dans les épreuves de ski de fond, où il est 23e du trente kilomètres, 34e du quinze kilomètres et 9e du relais.
En biathlon, il démontre plus d'impact au niveau international, se classant sixième sur l'individuel des Jeux olympiques d'hiver de 1964, avant de remporter une médaille de bronze aux Championnats du monde sur la compétition par équipes. Aux Championnats du monde 1966, il obtient la médaille d'argent au relais avec Józef Gąsienica Sobczak, Stanisław Szczepaniak et Stanisław Łukaszczyk.
Après avoir pris sa retraite sportive, il devient entraîneur de biathlon en 1968, pour trois décennies.

## Palmarès

### Championnats du monde
- Mondiaux 1965 à Elverum :
  -  Médaille de bronze par équipes.
- Mondiaux 1966 à Garmisch-Partenkirchen :
  -  Médaille d'argent en relais.